# Ночі в Роданте
«Ночі в Роданте» (англ. Nights in Rodanthe) — американсько-австралійська драма 2008 року, за однойменним романом Ніколаса Спаркса з Річардом Гіром та Даяною Лейн в головних ролях.

## Сюжет

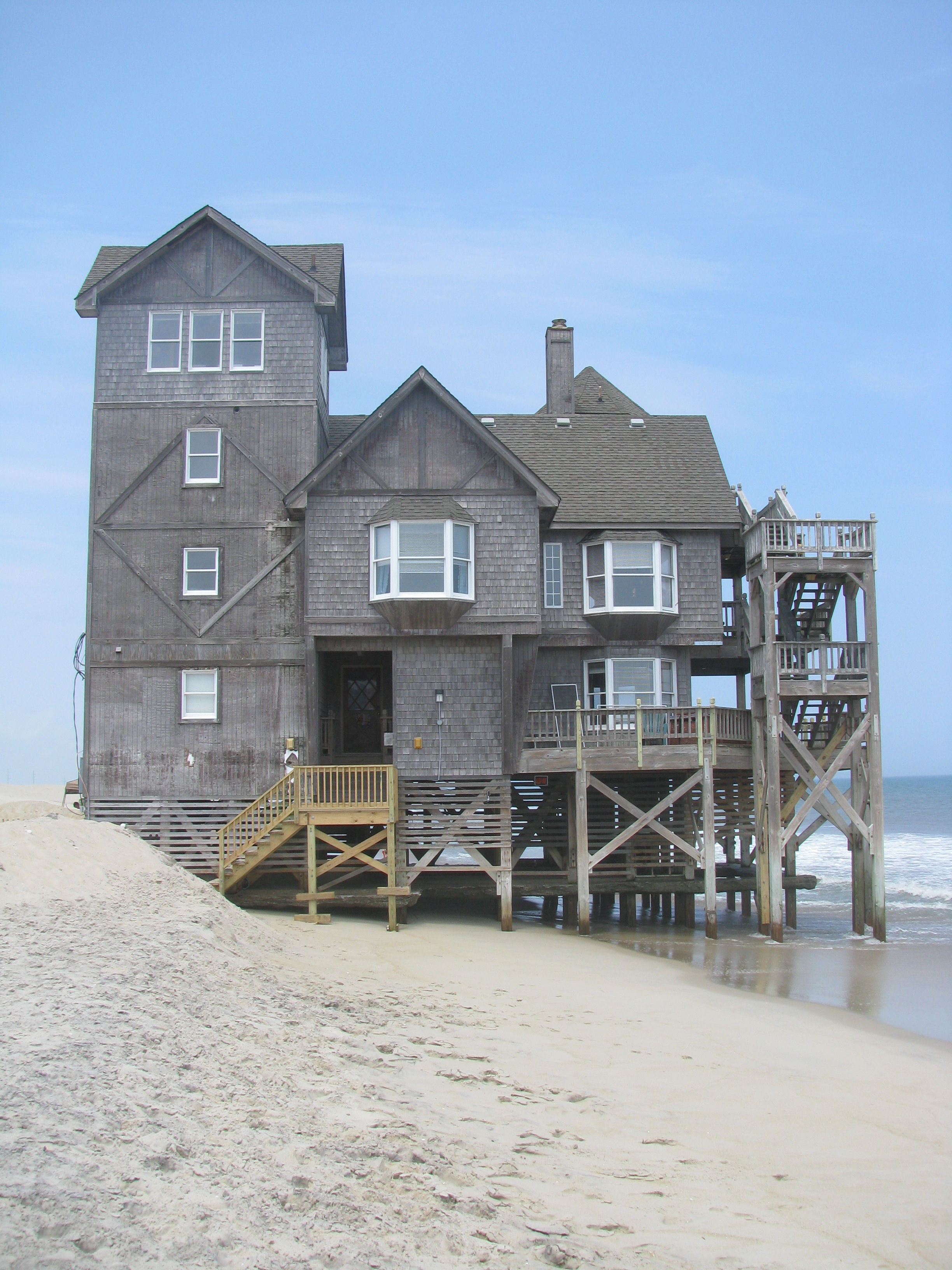
Будинок, що був використаний в зйомках. Роданте, Північна Кароліна

Лікар Пол Фланнер, який приїхав до Північної Кароліни, щоб помиритися зі своїм сином зустрічає жінку Едріанн Вілліс, роман з якою змінить все його життя ...

## У ролях
- Даян Лейн — Едріанн Вілісс
- Річард Гір — Пол Фланнер
- Джеймс Франко — Марк Фланнер
- Скотт Гленн — Роберт Торрельсон
- Крістофер Мелоні — Джек Вілісс
- Віола Девіс — Джин
- Пабло Шрайбер — Чарлі Торрельсон
- Мей Вітман — Аманда Вілліс
- Чарлі Тахан — Денні Вілліс

## Касові збори
В перші вихідні зібрав 13 418 454 $ (друге місце). В прокаті з 26 вересня 2008, найбільша кількість показів в 2704 кінотеатрах одночасно. За час прокату зібрав у світі 84 375 061 $ (67 місце за підсумками року) з них 41 850 659 $ в США (69 місце за підсумками року) і 42 524 402 $ в світі.